# Ligne M4 du métro d'Istanbul
Pour les articles homonymes, voir Ligne M4.
La ligne M4 du métro d'Istanbul est une ligne du réseau métropolitain d'Istanbul en Turquie.

## Historique

### Chronologie
- 17 août 2012 : Kadıköy, Acıbadem, Ünalan, Göztepe, Yenisahra, Kozyatağı, Bostancı, Küçükyalı, Maltepe, Huzurevi, Gülsuyu, Esenkent, Hastane-Adliye, Soğanlık, Kartal
- 29 octobre 2013 : Ayrılık Çeşmesi
- 10 octobre 2016 : Yakacık-Adnan Kahveci, Pendik, Tavşantepe
- 2 octobre 2022 : Fevzi Çakmak, Yayalar, Kurtköy, Sabiha Gökçen Airport

## Caractéristiques

### Stations et correspondances
|  |   |  |  | Station                  | Coordonnées                  | Correspondances |
|  | - |  |  | ------------------------ | ---------------------------- | --------------- |
|  | O |  |  | Kadıköy                  | 40° 59′ 26″ N, 29° 01′ 19″ E |                 |
|  | o |  |  | Ayrılık Çeşmesi          | 41° 00′ 02″ N, 29° 01′ 51″ E |                 |
|  | o |  |  | Acıbadem                 | 41° 00′ 08″ N, 29° 02′ 41″ E |                 |
|  | o |  |  | Ünalan                   | 40° 59′ 54″ N, 29° 03′ 38″ E |                 |
|  | o |  |  | Göztepe                  | 40° 59′ 38″ N, 29° 04′ 15″ E |                 |
|  | o |  |  | Yenisahra                | 40° 59′ 04″ N, 29° 05′ 27″ E |                 |
|  | o |  |  | Kozyatağı                | 40° 58′ 30″ N, 29° 06′ 00″ E | (M8)            |
|  | o |  |  | Bostancı                 | 40° 57′ 52″ N, 29° 06′ 21″ E |                 |
|  | o |  |  | Küçükyalı                | 40° 56′ 54″ N, 29° 07′ 23″ E |                 |
|  | o |  |  | Maltepe                  | 40° 56′ 09″ N, 29° 08′ 25″ E |                 |
|  | o |  |  | Huzurevi                 | 40° 55′ 47″ N, 29° 08′ 52″ E |                 |
|  | o |  |  | Gülsuyu                  | 40° 55′ 24″ N, 29° 09′ 17″ E |                 |
|  | o |  |  | Esenkent                 | 40° 55′ 15″ N, 29° 09′ 59″ E |                 |
|  | o |  |  | Hastane-Adliye           | 40° 54′ 58″ N, 29° 10′ 42″ E |                 |
|  | o |  |  | Soğanlık                 | 40° 54′ 47″ N, 29° 11′ 34″ E |                 |
|  | o |  |  | Kartal                   | 40° 54′ 23″ N, 29° 12′ 42″ E |                 |
|  | o |  |  | Yakacık-Adnan Kahveci    | 40° 53′ 45″ N, 29° 13′ 39″ E |                 |
|  | o |  |  | Pendik                   | 40° 53′ 19″ N, 29° 14′ 23″ E |                 |
|  | o |  |  | Tavşantepe               | 40° 52′ 54″ N, 29° 14′ 56″ E |                 |
|  | o |  |  | Fevzi Çakmak-Hastane     | 40° 53′ 19″ N, 29° 15′ 50″ E |                 |
|  | o |  |  | Yayalar-Şeyhli           | 40° 54′ 14″ N, 29° 16′ 35″ E |                 |
|  | o |  |  | Kurtköy                  | 40° 54′ 34″ N, 29° 17′ 54″ E |                 |
|  | O |  |  | Sabiha Gökçen Havalimanı | 40° 54′ 21″ N, 29° 18′ 41″ E |                 |

## Exploitation
- Nombre de stations : 23
- Expédition : 06:00 - 00:00
- Longueur de ligne : 33,90 km
- Le nombre de trains : 144 (4)
- Écartement des rails : 1 435 mm
- Exploitant : Métro İstanbul A.Ş.
- Passager quotidien :  135.000 passagers / jour
- M4 Expédition :  Kadıköy - Sabiha Gökçen Airport: 50 minute
- Matériel roulant ferroviaire : Construcciones y Auxiliar de Ferrocarriles

## Fréquentation
Les chiffres officiels de fréquentation de chaque ligne de métro, couvrant la période 1989-2022, sont communiqués par l'exploitant Metro Istanbul, le pic de fréquentation a été atteint en 2018 avec 102 120 845 voyageurs sur la ligne :
Le graphique qui aurait dû être présenté ici ne peut pas être affiché car il utilise l'ancienne extension Graph, désactivée pour des questions de sécurité. Des indications pour créer un nouveau graphique avec la nouvelle extension Chart sont disponibles ici.